# Canstrésio
Canstrésio (em grego: καστρήνσιος; romaniz.: kanstrésios) foi um título e ofício do patriarcado ortodoxo de Constantinopla durante o Império Bizantino. Classificado entre um protonotário e um referendário, ele supervisionava as oferendas. Aqueles que ocuparam o cargo incluem Manuel Disípato da ordem dos levitas (provavelmente identificado como Manuel Opsaras Disípato, metropolita de Tessalônica em 1258) e Demétrio Cloro (século XIV). Não deve ser confundido com castrésio, que era um ofício cortesão relacionado com o abastecimento do palácio e da mesa imperial, geralmente realizado por eunucos.